# 2016. évi téli ifjúsági olimpiai játékok
A 2016. évi téli ifjúsági olimpiai játékok, hivatalos nevén a II. téli ifjúsági olimpiai játékok egy több sportot magába foglaló nemzetközi sportesemény volt, melyet a norvégiai Lillehammerben rendeztek meg 2016. február 12. és 21. között.

## A pályázat
Az olimpia megrendezésére csak Lillehammer pályázott. A NOB 2011. december 7-én döntött hivatalosan a rendező városról. Lillehammer rendezte az 1994. évi téli olimpiai játékokat is.

## Helyszínek
Az olimpia versenyszámait három helyszínen rendezték. Lillehammerben a biatlon, sífutás, bob, szánkó, szkeleton, alpesisí versenyeit, valamint síakrobatikából a krossz és a hódeszka slopestyle versenyszámát. A városban lévő Stampesletta sportközpontban rendezték a curling- és jégkorongtornákat, az északi összetett és síugrás versenyeit, valamint síakrobatikában és a hódeszkában a félcső versenyszámokat. Hamarban a műkorcsolya- és jégtánc, továbbá a gyorskorcsolya versenyeire került sor, Gjøvikban pedig a rövidpályás gyorskorcsolya versenyszámait rendezték.

## Részt vevő nemzetek
| - Andorra (AND) (2) - Argentína (ARG) (9) - Ausztrália (AUS) (17) - Ausztria (AUT) (35) - Belgium (BEL) (9) - Bosznia-Hercegovina (BIH) (5) - Brazília (BRA) (10) - Bulgária (BUL) (12) - Chile (CHI) (8) - Ciprus (CYP) (1) - Csehország (CZE) (43) - Dánia (DEN) (4) - Dél-afrikai Köztársaság (RSA) (1) - Dél-Korea (KOR) (30) - Egyesült Államok (USA) (62) - Észtország (EST) (14) - Fehéroroszország (BLR) (16) - Finnország (FIN) (42) - Franciaország (FRA) (32) - Görögország (GRE) (3) - Grúzia (GEO) (2) - Hollandia (NED) (13) - Horvátország (CRO) (8) - India (IND) (1) | - Irán (IRI) (2) - Izland (ISL) (3) - Izrael (ISR) (2) - Írország (IRL) (1) - Jamaica (JAM) (1) - Japán (JPN) (31) - Kanada (CAN) (54) - Kazahsztán (KAZ) (20) - Kelet-Timor (TLS) (1) - Kenya (KEN) (1) - Kirgizisztán (KGZ) (1) - Kína (CHN) (23) - Kolumbia (COL) (1) - Lengyelország (POL) (21) - Lettország (LAT) (14) - Libanon (LIB) (2) - Liechtenstein (LIE) (2) - Litvánia (LTU) (10) - Luxemburg (LUX) (1) - Macedónia (MKD) (2) - Magyarország (HUN) (15) - Malajzia (MAS) (1) - Mexikó (MEX) (2) - Moldova (MDA) (2) | - Monaco (MON) (1) - Mongólia (MGL) (2) - Montenegró (MNE) (2) - Nagy-Britannia (GBR) (16) - Nepál (NEP) (1) - Németország (GER) (44) - Norvégia (NOR) (73) - Olaszország (ITA) (37) - Oroszország (RUS) (72) - Örményország (ARM) (2) - Portugália (POR) (1) - Románia (ROU) (22) - San Marino (SMR) (1) - Spanyolország (ESP) (6) - Svájc (SUI) (48) - Svédország (SWE) (39) - Szerbia (SRB) (3) - Szlovákia (SVK) (33) - Szlovénia (SLO) (20) - Tajvan (TPE) (4) - Törökország (TUR) (13) - Ukrajna (UKR) (23) - Új-Zéland (NZL) (11) |  |

## Éremtáblázat
Az alábbi táblázat a 10 legeredményesebb nemzetet és Magyarországot tartalmazza. Az olimpián olyan páros- vagy csapat versenyszámokat is rendeztek, amelyekben a részt vevő csapatokban különböző nemzetek sportolói is szerepeltek. Ezek az érmek a táblázatban „Nemzetek vegyes részvételei” néven vannak feltüntetve.
Magyarország egy ezüst- és egy bronzéremmel az éremtáblázat 22. helyén végzett, Új-Zélanddal holtversenyben.
| Norvégia (rendező nemzet) |
| Magyarország              |

Sorrend: Aranyérmek száma, Ezüstérmek száma, Bronzérmek száma, Nemzetnév
| A 2016. évi téli ifjúsági olimpiai játékok éremtáblázata | A 2016. évi téli ifjúsági olimpiai játékok éremtáblázata | A 2016. évi téli ifjúsági olimpiai játékok éremtáblázata | A 2016. évi téli ifjúsági olimpiai játékok éremtáblázata | A 2016. évi téli ifjúsági olimpiai játékok éremtáblázata | Olimpia  |
| -------------------------------------------------------- | -------------------------------------------------------- | -------------------------------------------------------- | -------------------------------------------------------- | -------------------------------------------------------- | -------- |
|                                                          | Ország                                                   | Arany                                                    | Ezüst                                                    | Bronz                                                    | Összesen |
| 1.                                                       | Egyesült Államok (USA)                                   | 10                                                       | 6                                                        | 0                                                        | 16       |
| 2.                                                       | Dél-Korea (KOR)                                          | 10                                                       | 3                                                        | 3                                                        | 16       |
| 3.                                                       | Oroszország (RUS)                                        | 7                                                        | 8                                                        | 9                                                        | 24       |
| 4.                                                       | Németország (GER)                                        | 7                                                        | 7                                                        | 8                                                        | 22       |
| 5.                                                       | Norvégia (NOR)                                           | 4                                                        | 9                                                        | 6                                                        | 19       |
| –                                                        | Nemzetközi Csapat (ZZX)                                  | 4                                                        | 4                                                        | 5                                                        | 13       |
| 6.                                                       | Svájc (SUI)                                              | 4                                                        | 3                                                        | 4                                                        | 11       |
| 7.                                                       | Kína (CHN)                                               | 3                                                        | 5                                                        | 2                                                        | 10       |
| 8.                                                       | Kanada (CAN)                                             | 3                                                        | 2                                                        | 1                                                        | 6        |
| 9.                                                       | Svédország (SWE)                                         | 3                                                        | 2                                                        | 0                                                        | 5        |
| 10.                                                      | Szlovénia (SLO)                                          | 3                                                        | 0                                                        | 2                                                        | 5        |
|                                                          |                                                          |                                                          |                                                          |                                                          |          |
| 22.                                                      | Magyarország (HUN)                                       | 0                                                        | 1                                                        | 1                                                        | 2        |

## Menetrend
| ● | Nyitóünnepség | ● | Versenynapok | ● | Döntő | G | Gála | ● | Záróünnepség |

| Február                    | 12 | 13 | 14 | 15 | 16 | 17 | 18 | 19 | 20 | 21 | Összes aranyérem |
| -------------------------- | -- | -- | -- | -- | -- | -- | -- | -- | -- | -- | ---------------- |
| Ünnepségek                 | ●  |    |    |    |    |    |    |    |    | ●  |                  |
| Alpesisí                   |    | 2  | 2  |    | 1  | 1  | 1  | 1  | 1  |    | 9                |
| Biatlon                    |    |    | 2  | 2  |    | 1  |    |    |    | 1  | 6                |
| Bob                        |    |    |    |    |    |    |    |    | 2  |    | 2                |
| Curling                    | ●  | ●  | ●  | ●  | ●  | 1  |    | ●  | ●  | 1  | 2                |
| Északi összetett           |    |    |    |    | 1  |    |    | 1  |    |    | 2                |
| Gyorskorcsolya             |    | 2  |    | 2  |    | 1  |    | 2  |    |    | 7                |
| Snowboard                  |    |    | 2  | 2  | 1  |    |    | 1  | 1  |    | 7                |
| Jégkorong                  | ●  | ●  | ●  | ●  | 1  |    | 1  | ●  | ●  | 2  | 4                |
| Műkorcsolya                |    | ●  | ●  | 2  | 2  |    |    |    | 1  |    | 5                |
| Rövidpályás gyorskorcsolya |    |    | 2  |    | 2  |    |    |    | 1  |    | 5                |
| Síakrobatika               |    |    | 2  | 2  |    |    |    | 1  | 1  |    | 6                |
| Sífutás                    |    | 2  |    |    | 2  |    | 2  |    |    |    | 6                |
| Síugrás                    |    |    |    |    | 2  |    | 1  |    |    |    | 3                |
| Szánkó                     |    |    | 1  | 2  | 1  |    |    |    |    |    | 4                |
| Szkeleton                  |    |    |    |    |    |    |    | 2  |    |    | 2                |
| Összes aznapi döntő        |    | 6  | 11 | 12 | 13 | 4  | 5  | 8  | 7  | 4  | 70               |
| Összesítés                 |    | 6  | 17 | 29 | 42 | 46 | 51 | 59 | 66 | 70 |                  |